# Ендру Лојд Вебер
Ендру Лојд Вебер, барон Лојд Вебер (енгл. Sir Andrew Lloyd Webber, Baron Lloyd-Webber; Лондон, 22. март 1948) је британски композитор мјузикла.
У медијима се описује као један од комерцијално најуспешнијих композитора. Неколико његових мјузикала изводи се више од једне деценије и на Вест Енду и на Бродвеју. Он је компоновао је 21 мјузикл, циклус песама, низ варијација, две филмске партитуре и латинску реквијем мису. Неколико његових песама је широко снимљено и имало је успеха ван матичних мјузикала, попут „-The Music of the Night}-" и „-All I Ask of You}-" из The Phantom of the Opera, „-I Don't Know How to Love Him}-“ од Jesus Christ Superstar, „-Don't Cry for Me Argentina}-“ из Evita, „Any Dream Will Do“ из Joseph and the Amazing Technicolor Dreamcoat, и „Memory“ од Cats. Године 2001, Њујорк тајмс га је назвао „комерцијално најуспешнијим композитором у историји“. Дејли телеграф га је 2008. рангирао као „пету најмоћнију особу у британској култури“, а текстописац Дон Блек је написао „Ендру је више-мање сам изнова измислио мјузикл“.
Он је добитник је низа награда, укључујући витешки статус 1992. године, праћено племством од краљице Елизабете II за заслуге у уметности, шест Тонија, три Гремија (као и награда Греми легенда), награда Оскар, четрнаест Ајвор Новело награда, седам награда Оливиер, Златни глобус, Брит награда, награде Кенеди Центра за 2006. годину, Класична британска награда за изузетан допринос музици 2008, и награда Еми. Један је од 15 личности који су током каријере освојили награде Тони, Греми, Оскар и Еми. Он има звезду на холивудском Шеталишту славних, примљен је у Кућу славних текстописаца и члан је Британске академије текстописаца, композитора и аутора.
Његова компанија, Стварно корисна група, један је од највећих позоришних оператора у Лондону. Продуценти из неколико делова Велике Британије режирали су, укључујући националне турнеје, мјузикле Лојдa Вебера под лиценцом његове фирме. Лојд Вебер је такође председник Уметничких образовних школа у Лондону, школе извођачких уметности која се налази у Чизвику, западни Лондон. Он је укључен у бројне добротворне активности, укључујући Елтон Џонову АИДС фондацију, Нордоф Робинс, организацију за рак простате у УК, и фондацију за Ратну децу. Године 1992, он је основао фондацију Енду Лојд Вебер која подржава уметност, културу и наслеђе у Великој Британији.

## Биографија
Најстарији је син Вилијама Лојда Вебера, и брат познатог челисте Џулијана Лојда Вебера.
Лојд Вебер је почео да компонује када му је било шест година, а своје дело је први пут објавио са девет.
Лојд Вебер је постигао велики успех, са неколико мјузикала који се изводе више од деценије, како у лондонском Вест Енду тако и на њујоршком Бродвеју. Компоновао је 13 мјузикала, циклус песама, сет варијација, музику за два филма и мису Реквијем. Добитник је бројних признања, укључујући и титулу сера 1992, за чим је уследило перство, седам Тони награда, три Гремија, Оскар, Еми, седам награда Оливије, Златни глобус, и почасти Кенедијевог центра 2006.
Неколико његових песама, посебно "I don't Know How to Love Him" из Исус Христ Суперстара, "Don't Cry for Me, Argentina" из Евите, "Memory" из Мачака, и "The Music of the Night" из Фантома опере су широко снимане и били су хитови ван самих мјзикала. Његова компанија, Really Useful Group, један је од највећих оператера позоришта у Лондону. Продуценти у више крајева Уједињеног Краљевства су припремали продукције, укључујући и нацопналне турнеје, Лојд Веберових мјузикала под лиценцом од ове компаније.
Компоновао је песму "My Time" која је у извођењу Џејд Јуен представљала Уједињено Краљевство на Песми Евровизије 2009. у Москви. И сам Лојд Вебер је свирао клавир на сцени. Уједињено Краљевство је освојило пето место, што је био други најбољи резултат за британског представника од почетка 21. века, а такође је такмичење имало изузетну гледаност међу британском публиком.

## Представе
Напомена: Музику је компоновао Ендру Лојд Вебер уколико није другачије напоменуто.
- The Likes of Us (1965)
Лирику написао Тим Рајс
По књицз Леслија Томаса
Није произведено до 2005
- Joseph and the Amazing Technicolor Dreamcoat (1968)
Лирика Тима Рајса
- Jesus Christ Superstar (1970)
Лирика Тима Рајса
- Jeeves (1975)
Књига и лирика Алана Ejkborna
Ревидирано у 1996 kao By Jeeves
- Evita (1976)
Лирика Тима Рајса
- Tell Me on a Sunday (1979)
Лирика Дона Блека
- Cats (1981)
Лирика базирана на Old Possum's Book of Practical Cats аутора Томаса Стернса Елиота
Додатна лирика након Елиота заслугом Ричарда Стилгоа и Тревора Нана
- Song and Dance (1982)
Лирика Дона Блека (ревизија Ричарда Малтбија млађег за Бродвеј)
Комбинација Variations (1978) и Tell Me on a Sunday (1979)
- Starlight Express (1984)
Лирика Ричарда Стилгоа
Касније ревизије Дона Блека и Дејвида Јазбека
Инспирисано The Railway Series књигама Вилберта Одрија.
- Cricket (1986)
Лирика Тима Рајса
Прво извођење за 60. рођендан краљице Елизабете
- The Phantom of the Opera (1986)
Лирика Чарлса Харта
Додатна лирика Ричарда Стилгоа
Књига Ричарда Стилгоа и Ендру Лојд Вебера
Базирано на новели аутора Гастона Леро
- Aspects of Love (1989)
Лирика Дона Блека и Чарсла Хартаt
Књига Ендру Лојд Вебера
Базирано на новели Дејвида Гарнета
- Sunset Boulevard (1993)
Књига и лирика Кристофера Хамптона и Дона Блека
Базирано на Били Валдеровом филму (1950)
- Whistle Down the Wind (1996)
Лирика Џима Стајнмана
Књига Патриције Ноп, Ендру Лојд Вебера и Гејл Едвардс
- The Beautiful Game (2000)
Књига и лирика Бена Елтона
Ажурирано као The Boys in the Photograph (2009)
- The Woman in White (2004)
Лирика Дејвида Зипла
Књига Шарлоте Џоунс
Базирано на новели Вилки Колинс
Базирано на елементима кратке приче The Signal-Man Чарлса Дикинса[15]
- Love Never Dies (2010)
Књига & лирика Глена Слејтера
Књига Бена Елтна & Фредерика Форсита
Додатна лирика Чарлса Харта
- The Wizard of Oz (2011)
Књига Ендру Лојд Вебера & Џеремија Самса
Музика Харолда Арлена
Лирика Е.Х. Харбурга
Додатна музика Ендру Лојд Вебера
Додатна лирика Тима Рајса
Базирано на филму из 1939. године The Wizard of Oz
Базирано на новели из 1900. године The Wonderful Wizard of Oz аутора Л. Френк Баума
- Stephen Ward (2013)
Књига и лирика Кристофера Хамптона и Дона Блека
- School of Rock (2015)
Лирика Глена Слејтера
Књига Џулијана Фелоуза
Базирано на филму из 2003
- Cinderella (2021)
Лирика Дејвида Зипела
Књига Емералда Фенела
Базирано на класичној причи

## Филмске адаптације
Постоје бројне филмске адаптације мјузикла Лојда Вебера: Jesus Christ Superstar (1973), у режији Нормана Џевисона; Evita (1996), режија Алана Паркера; The Phantom of the Opera (2004), режија Џоел Шумахер и копродукција Лоида Вебера; и Cats (2019), режија Тома Хупера и извршна продукција Лоида Вебера. Cats (1998), Joseph and the Amazing Technicolor Dreamcoat (1999), Jesus Christ Superstar (2000) и By Jeeves (2001) адаптирани су у филмове направљене за телевизију који су објављени на DVD-у и VHS-у, а често се емитују на BBC-у .
Специјална представа The Phantom of the Opera at the Royal Albert Hall за 25. годишњицу емитована је уживо у биоскопима почетком октобра 2011. године, а касније је пуштена на DVD и Блу-реју у фебруару 2012. Исто је урађено и са прерађеном верзијом Love Never Dies. Снимљен у Мелбурну у Аустралији, 2012. је добио ограничено биоскопско издање у САД-у и Канади, како би се утврдило да ли би било одрживо довести емисију на Бродвеј.

## Други радови
- (1974) – Филмска партитура .
- (1978) – Сет музичких варијација Николе Паганинија Каприја у А-молу који је Лојд Вебер компоновао за свог брата, виолончелисту Јулијана. На овом албуму наступило је петнаест рок музичара, међу којима су гитариста Гари Мур и пијаниста Род Арџент, а по објављивању достигао је 2. место на британској љествици албума. Касније је комбинован са Tell Me on a Sunday у једну емисију, Song and Dance. Лојд Вебер је такође користио пету варијацију као основу за Unexpected Song у песми и плесу. Главна тема се користи као тема за музику емисије The South Bank Show.
- (1985) – Класично хорско дело компоновано у част његовог оца, Вилијама.
- (1999) - Лојд Вебер и Мајк Бат, главни саундтрак композитор адаптације анимиране серије истоименог романа Ричарда Адамса, компоновали су песму „Fields of Sun“. Стварна песма никада није коришћена у емисији, нити је била доступна на CD-у који је тада објављен. Ипак, он је заслужан за неискоришћену песму у уводним насловима емисије.

## Дискографија
- The Likes of Us (1965)
- Joseph and the Amazing Technicolor Dreamcoat (1968)
- Jesus Christ Superstar (1970)
- Jeeves (1975)
- Evita (1976)
- Variations (1978)
- Tell Me on a Sunday (1979)
- Cats (1981)
- Song and Dance (1982)
- Starlight Express (1984)
- The Phantom of the Opera (1986)
- Aspects of Love (1989)
- Sunset Boulevard (1993)
- Whistle Down the Wind (1998)
- The Beautiful Game (2000)
- The Woman in White (2004)
- Love Never Dies (2010)
- The Wizard of Oz (2011)
- Stephen Ward (2013)
- School of Rock (2015)
- Cinderella (2021)